# Макс Амерман
непознато
Макс Амерман (5. новембар 1878 — непознато) био је немачки веслач на прелазу из 19. у 20. век, учесник Летњих олимпијскимих играма 1900. Био је члан немачког веслачког клуба Фаворит Хармонија из Хамбурга.
На Олимпијским играма 1900. такмичио се у као кормилар немачке екипе у финалној трци дисцилине четверац са кормиларом. У такмичењу четвераца са кормиларом десило се нешто необично за велика спортска такмичења. Због неслагања такмичара и судија после трка у предакмичењу одлучено је да се званично одрже две финалне трке тзв. А и Б финале. Победницима финала су подељена два комплета медаља. МОК је касније признао резултате, а тиме и освајаче медаља оба финала.
Посаду су поред њега чинили Вилхелм Карстенс, Адолф Мелер, Јулијус Кернер Хуго Ристер и други кормилар Густав Моц, који је учествовао у полуфиналној трци. Учествовали су у А финалу и освојила бронзану медаљу.